# Norvegia ai Giochi della XX Olimpiade
La Norvegia partecipò ai Giochi della XX Olimpiade che si sono svolti a Monaco di Baviera dal 26 agosto all'11 settembre 1972, con una delegazione di 112 atleti impegnati in 15 discipline per un totale di 70 competizioni.  Portabandiera alla cerimonia di apertura fu il lottatore Harald Barlie, alla sua quarta Olimpiade.
Il bottino della squadra fu di due medaglie d'oro, una d'argento e una di bronzo. I due ori furono conquistati nel ciclismo e nel sollevamento pesi.

## Medaglie
| Medaglia | Nome                                                | Sport             | Evento                   |
| -------- | --------------------------------------------------- | ----------------- | ------------------------ |
| Oro      | Knut Knudsen                                        | Ciclismo          | Inseguimento individuale |
| Oro      | Leif Jenssen                                        | Sollevamento pesi | Pesi messimi leggeri     |
| Argento  | Frank Hansen Svein Thøgersen                        | Canottaggio       | Doppio                   |
| Bronzo   | Egil Søby Steinar Amundsen Tore Berger Jan Johansen | Kayak             | K4 1000 m                |